# Ligue francophone de recherches et d'activités sous-marines
La Ligue Francophone de Recherche et d'Activités Subaquatiques ou Lifras est une ASBL belge visant à unifier et promouvoir les activités sous-marines en Belgique.
Créée le 19 juin 1978, elle regroupe aujourd'hui 128 clubs des communautés francophone et germanophone de Belgique et quelque 7000 plongeurs.
Elle est la partie francophone de la Fédération belge de recherches et d'activités sous-marines (FEBRAS), dont l'aile néerlandophone, la Nederlandstalige Liga voor Onderwateronderzoek en -Sport (NELOS), compte près de 11 000 membres.
La FEBRAS est, avec d'autres fédérations internationales, membre fondateur de la Confédération mondiale des activités subaquatiques (CMAS). Cette entité regroupe de nombreuses fédérations de plongée de par le monde.

## Organisation

### Le conseil d'administration
La LIFRAS est gérée pour les affaires courantes par le conseil d'administration.
Celui-ci est composé de neuf membres, renouvelés par tiers tous les ans et élus pour trois ans :
- un président
- un vice-président
- une secrétaire générale
- un trésorier
- cinq administrateurs

Le conseil d'administration entérine les décisions des différentes commissions et peut, le cas échéant, soumettre ces décisions à l'assemblée générale.

### L'assemblée générale
L'assemblée générale est constituée par les présidents des clubs. Ceux-ci détiennent un nombre de voix, proportionnel au nombre de membres brevetés.
C'est l'organe suprême de la Ligue. Aucune décision importante ne peut être prise sans qu'elle ne soit soumise à son suffrage.
NB : Les décisions du conseil d'administration et de l'assemblée générale, ainsi que les directives des différentes commissions, ne sont effectives qu'après leur publication dans la partie officielle de L'Hippocampe.
Ce trimestriel est envoyé gratuitement à tous les membres. Il comporte aussi une partie actualités et vie des clubs, ainsi que des articles généralistes sur la plongée sous-marine.

### Les commissions
La LIFRAS est composée de commissions:
- apnée
- audiovisuelle
- enseignement
- hockey subaquatique
- médicale
- nage avec palmes
- plongée adaptée
- plongée technique
- scientifique
- technique subaquatique

## Présidents de la LIFRAS
- Joseph Lacroix (1978)
- Pierre Dernier (1985)
- Christian Henricy (1996)
- Robert Henry (2001)
- Jean Rondia (2010)
- Maria del Pilar Ruiz Lopez (2015)
- Marc Lycops (2022)